# Missael Espinoza
Eduardo Missael Espinoza Padilla (Tepic, 1965. április 12. – ) mexikói válogatott labdarúgó. 

## Pályafutása

### Klubcsapatban
Tepicben született, Nayarit államban. Pályafutását 1984-ben kezdte a Monterreyben, ahol kilenc évet töltött. 1993 és 1997 között a Guadalajara játékosa volt. 1996-ban rövid ideig kölcsönben szerepelt a San Jose Clash együttesénél. 1997 és 2002 között a León labdarúgója volt, de 1998 és 1999 között a Necaxánál játszott kölcsönben. 2002 és 2003 között a Querétaro volt a csapata. 2005-ben a Monterrey színeiben fejezte be a pályafutását.

### A válogatottban
1990 és 1995 között 41 alkalommal szerepelt az mexikói válogatottban és 4 gólt szerzett. Részt vett az 1994-es világbajnokságon és az 1995-ös Copa Américán, valamint tagja volt az 1991-es CONCACAF-aranykupán bronzérmet szerző csapatnak is. 

## Sikerei, díjai
Monterrey
- Mexikói bajnok (1): 1986

CD Guadalajara
- Mexikói bajnok (1): Verano 1997

Club Necaxa
- Mexikói bajnok (1): Invierno 1998

Mexikó
- CONCACAF-aranykupa bronzérmes (1): 1991